# Lai Hawu
Lai Hawu is een bestuurslaag in het regentschap Oost-Soemba van de provincie Oost-Nusa Tenggara, Indonesië. Lai Hawu telt 1909 inwoners (volkstelling 2010).